# Resolutie 2334 Veiligheidsraad Verenigde Naties
Resolutie 2334 van de Veiligheidsraad van de Verenigde Naties is een resolutie van de Verenigde Naties. De resolutie behelst dat de Israëlische kolonisatie van de Palestijnse gebieden moet stoppen. Doordat de Verenigde Staten zich van stemming onthielden kon de resolutie worden aangenomen.

## Achtergrond
De Zesdaagse Oorlog van 1967 werd door Israël begonnen. Zij zag in het afsluiten van de Straat van Tiran door Egypte een casus belli. Zo kwam het tot een oorlog met Egypte, Syrië, Irak, Jordanië en Libanon. Israël veroverde in enkele dagen het schiereiland Sinaï, de Westelijke Jordaanoever, Oost-Jeruzalem en de Gazastrook. Laatstgenoemde werd in 2005 overgedragen aan de Palestijnse Autoriteit. Oost-Jeruzalem was echter in 1980 door Israël geannexeerd. Op de Westelijke Jordaanoever was en is er sprake van sterke uitbreiding van Israëlische nederzettingen, die met een wegennet tbv joodse Israëliërs en kolonisten met elkaar en met Israël verbonden werden.
De Verenigde Naties hebben sinds 1967 de staat Israël herhaaldelijk op haar verplichtingen als lidstaat gewezen en veroordelingen uitgesproken. In 2016 dus nog met Veiligheidsraad-resolutie 2334. De raad zegt hierin de situatie van 4 juni 1967 als de recentste wettige situatie te zien.

## Inhoud
De resolutie herbevestigt eerdere VN-resoluties:bv 242 (1967), 338 (1973), 446 (1979), 452 (1979), 465 (1980), 476 (1980), 478 (1980), 1397 (2002), 1515 (2003) en 1850 (2008). 
In de resolutie wordt Israël, als bezettende macht ("occupying Power"), eraan herinnerd haar verplichtingen volgens het Internationaal recht, om te beginnen met het door haar ondertekende Handvest van de Verenigde Naties en de Vierde Conventie van Genève "gewetensvol en nauwgezet ("scrupulously") na te komen". De Raad veroordeelt elke poging "de demografische samenstelling, het karakter en status van het sinds 1967 bezette Palestijnse Territorium te wijzigen" (met inbegrip van Oost-Jeruzalem). Daaronder wordt bijv. verstaan: "de constructie en expansie van nederzettingen, de transfer van kolonisten met de Israëlische nationaliteit, confiscatie van land, slopen ("demolition") van huizen en het doen verhuizen van Palestijnse burgers". Israël wordt opgeroepen om de nederzettingen op Palestijns gebied te stoppen. Dit omdat de Israëlische nederzettingen in  strijd zijn met internationaal recht en omdat kolonisatie van "het Palestijnse territorium" een levensvatbare ("viable") Tweestatenoplossing, "gebaseerd op de grenslijnen ("lines") van 1967" "ernstig in gevaar brengt".
De raad "veroordeelt elke gewelddaad en elke daad van terreur tegen burgers". Partijen worden opgeroepen deze te voorkomen net als elke provocatieve en destructieve daad jegens de andere partij en daarin met elkaar samen te werken. De Veiligheidsraad roept alle landen op zonder uitstel en intensief te werken aan een allesomvattende, rechtvaardige en duurzame vrede ("a comprehensive, just en lasting peace") tussen Israël en de Palestijnen .
Ook roept zij de lidstaten op "in hun relevante handelen (in their relevant dealings) onderscheid te maken tussen het territorium van de staat Israël en de sinds 1967 bezette gebieden 

## Reacties
In reactie op het aannemen van VN-resolutie tegen de bouw van nederzettingen op Palestijns grondgebied stopte Israël op 24 december 2016 zijn bijdrage aan vijf instellingen van de Verenigde Naties. Een dag later riep de Israëlische premier Netanyahu de Amerikaanse ambassadeur in Israël op het matje vanwege de aangenomen VN-resolutie. De VS hadden zich onthouden van stemmen en dus niet hun veto uitgesproken. Dit was opmerkelijk, aangezien de Verenigde Staten, die decennialang soortgelijke resoluties met een veto hadden geblokkeerd, zich ditmaal van stemming onthielden. Hierdoor kon de resolutie worden aangenomen en werd er voor het eerst sinds 1980 binnen de VN-Veiligheidsraad overeenstemming bereikt over de Israëlische nederzettingen.
Volgens de aankomende Amerikaanse president Donald Trump ging deze VN-resolutie het vredesproces bemoeilijken.
Lijst ·  2260 ·  2261 ·  2262 ·  2263 ·  2264 ·  2265 ·  2266 ·  2267 ·  2268 ·  2269 ·  2270 ·  2271 ·  2272 ·  2273 ·  2274 ·  2275 ·  2276 ·  2277 ·  2278 ·  2279 ·  2280 ·  2281 ·  2282 ·  2283 ·  2284 ·  2285 ·  2286 ·  2287 ·  2288 ·  2289 ·  2290 ·  2291 ·  2292 ·  2293 ·  2294 ·  2295 ·  2296 ·  2297 ·  2298 ·  2299 ·  2300 ·  2301 ·  2302 ·  2303 ·  2304 ·  2305 ·  2306 ·  2307 ·  2308 ·  2309 ·  2310 ·  2311 ·  2312 ·  2313 ·  2314 ·  2315 ·  2316 ·  2317 ·  2318 ·  2319 ·  2320 ·  2321 ·  2322 ·  2323 ·  2324 ·  2325 ·  2326 ·  2327 ·  2328 ·  2329 ·  2330 ·  2331 ·  2332 ·  2333 ·  2334 ·  2335 ·  2336